# ピオーヴェ・ディ・サッコ
ピオーヴェ・ディ・サッコ（伊: Piove di Sacco）は、イタリア共和国ヴェネト州パドヴァ県にある、人口約20,000人の基礎自治体（コムーネ）。

## 地理

### 位置・広がり

#### 隣接コムーネ
隣接するコムーネは以下の通り。括弧内のVEはヴェネツィア県所属を示す。
- アルツェルグランデ
- ブルージネ
- カンパーニャ・ルーピア (VE)
- カンポロンゴ・マッジョーレ (VE)
- コデヴィーゴ
- ポンテロンゴ
- サンタンジェロ・ディ・ピオーヴェ・ディ・サッコ

### 気候分類・地震分類
ピオーヴェ・ディ・サッコにおけるイタリアの気候分類 (it) および度日は、zona E, 2360 GGである。
また、イタリアの地震リスク階級 (it) では、zona 3 (sismicità bassa) に分類される。

## 行政

### 分離集落
ピオーヴェ・ディ・サッコには、以下の分離集落（フラツィオーネ）がある。
- Arzerello, Corte, Tognana, Piovega

## 姉妹都市
- ゼンデン（ドイツ語版）、ドイツ
- Kobierzyce、ポーランド

## 産業
- Olympia - 自転車工場がある。